# Joan de Cantalausa
 (mai 2023).
Si vous disposez d'ouvrages ou d'articles de référence ou si vous connaissez des sites web de qualité traitant du thème abordé ici, merci de compléter l'article en donnant les références utiles à sa vérifiabilité et en les liant à la section « Notes et références ».
Pour les articles homonymes, voir Louis Combes.
Louis Combes, plus connu sous son nom de plume Joan de Cantalausa, né le 30 mai 1925 à Bédarieux et mort le 22 septembre 2006 à Calmont, près de Rodez, est un philologue, chercheur et écrivain rouergat, grand défenseur de la langue et de la culture occitanes.

## Biographie
Louis Combes est né à Bédarieux. Alors qu'il avait quatre ans, ses parents sont revenus à Montfranc dans l'Aveyron, le pays de sa mère, pour y cultiver une petite ferme. Il a connu toutes les tâches agricoles : semer, traire, faire le gerbiers, etc.. Son père est mort alors qu'il avait treize ans. Après avoir obtenu le certificat d'études, il est entré au petit séminaire de Belmont-sur-Rance. Pendant les vacances, il aidait sa mère et son frère Émile.
En octobre 1943, il entre au Grand Séminaire de Rodez et commence à apprendre l'anglais. Puis, il fait son service militaire en Allemagne où il apprend l'allemand. À son retour, il devient en 1947, secrétaire de la Commune à Montfranc et, au départ de son frère Émile pour le service militaire, remplace ce dernier à la ferme. Il revient au Grand Séminaire en 1949. Il est ordonné prêtre le 29 juin 1951 en la Cathédrale de Rodez. Nommé maître d'internat au Petit Séminaire de Saint Pierre à Rodez où il sera professeur d'anglais pendant 36 ans, sa soif d'apprendre, d'aller au devant des autres, ne le quittera plus. Envoyé à Toulouse par l'Évêché pour faire une licence de latin et de grec, il fera certes des lettres classiques...mais s'engage aussi pour une licence d'anglais. Il validera sa licence d'anglais par un séjour d'un an au lycée de Chichester (Angleterre) en qualité de professeur de français.
Sa licence d'anglais en poche, il apprend que le Consulat français de New York recherche un prêtre bilingue...et le voilà nommé curé de la paroisse française de New York. Il y rencontre des personnalités du monde politique, artistique et de la société civile : le russe Gromyko, le français Couve de Murville, l'allemand Von Hildebrand, les américains Dorothy Day, Martin Luther King, la française Édith Piaf.
Retour à Rodez ; alors se succèdent les encadrements de groupes de scolaires, les camps, les voyages : Italie, Espagne, et en 1964, aux USA à nouveau grâce à l'octroi d'une bourse FULBRIGHT qui lui permet de visiter les USA. Puis, en 1968, suivra un voyage en Inde dont la misère le marqua profondément.
De retour à Rodez, et malgré son souhait profond d'être missionnaire en Afrique, il enseigne alors l'anglais au petit séminaire de Saint-Pierre-sous-Rodez. Il y assume aussi la fonction de surveillant.
C'est au début des années 1970 qu'il devient en outre inspecteur pédagogique (anglais et espagnol) à mi-temps pour l'enseignement catholique du diocèse.
À la suite d'un différend l'opposant aux autorités ecclésiastiques, il se dédie sans relâche à l'occitan au point de devenir un exégète reconnu de tous en la matière... et le voilà détaché par l'Éducation Nationale pour enseigner l'occitan à temps plein dans les lycées de Rodez. Ce sera la grande aventure de sa vie, sa passion pour l'occitan. À 45 ans -et grâce à une capacité de mémoire, de créativité, de travail exceptionnels- il se consacre à l'étude et la défense de cette langue avec une constance, un travail et un enthousiasme remarquables. Il enchaîne ensuite recherches, publications et traductions diverses parmi lesquelles, les évangiles à partir du texte grec original, le Livre de la jungle, le Cantique des cantiques, les Lettres de mon moulin, Le Vieil Homme et la Mer, Regain de Giono, Des souris et des hommes de Steinbeck ; en encore des bandes dessinées d'Asterix pour ne citer que les plus remarquables. Il rédige aussi des manuels pédagogiques en occitan et un Diccionari illustrat.
Dans les années 1970, à la fois prêtre et militant occitaniste, il fut à l'origine d'un autocollant qui lui valut « bien des soucis » de la part de la police française notamment. Érudit doué d'une capacité de travail hors du commun, il était aussi linguiste pratiquant l'occitan, le catalan, le français, l'araméen, le grec, le latin, l'anglais, l'allemand et le russe.
Son mérite est d'autant plus grand qu'à l'âge de 67 ans, le nouvel évêque de Rodez lui demande d'assumer les fonctions de notaire pour le Tribunal Ecclésiastique, ce qui grève fortement son temps dédié à l'occitan.
Chercheur infatigable, il lui faudra six ans de travail pour achever en 1989 un livre monumental intitulé A las raices de la lenga nòstra, une étude des langues parlées entre 480 et 1080 de notre ère. En 2003, il publie l'ouvrage considéré par beaucoup comme son ouvrage majeur, le Diccionari General Occitan , le premier dictionnaire monolingue occitan, à base de languedocien,, auquel il avait consacré trente ans de travail : 1 022 pages - 100 000 entrées - 200 000 définitions, des synonymes, une trentaine de documents. En 2005, il publie Tèxtes per l'an 3000 e al delà.
En 2006, son dernier ouvrage Lenga viva soit 12 000 phrases avec des illustrations et des activités pédagogiques. En 2007, deux rééditions (par Cultura d'Òc - Gèli Combes - 71 camin Sant Alòi - 81990 CUNAC) de Un còp èra et Vida privada d'unes animals ont été enrichies d'un DVD avec la voix de Cantalausa. Cet ouvrage très didactique étonne par sa qualité et l'originalité du point de vue : 18 animaux et 2 arbres s'adressent aux hommes ! Cet ouvrage à vocation didactique est une réédition de Òu l'òme, où il faisait parler les animaux….
Il est aussi l'auteur de documents scolaires ainsi que plusieurs traductions en occitan, de productions littéraires contemporaines en occitan (celles de Joan Bodon) ou encore de textes bibliques (La bona novèla, traduction des évangiles directement du grec, Lo libre de Jòb…), voire aussi des œuvres de Rudyard Kipling.
Les plus curieux liront avec intérêt son autobiographie SUS LAS DRALHAS DE LA VIDA, éclairée par sa vocation de prêtre défenseur des minorités opprimées et des plus pauvres. Il y décrit avec précision et sans complaisance son parcours : notamment, les deux voyages marquants de sa vie aux extrêmes de la richesse et de la pauvreté (en 1964 aux USA et puis en Inde en 1968).
Son œuvre - de par la qualité, la variété et l'étendue de ses écrits - mérite une reconnaissance et une étude à travers le monde occitan et au-delà.

## Œuvres
- Poëma lunar, illustré par Dominique Foa, 1975, édition I.E.O, 31 pages
- (oc) Cantalausa et Gui Bertrand (musique) (ill. Geneviève Joly), En canturlejant : iniciacion a l'occitan en musica, Toulouse, Conservatoire Art et Traditions, 1978, 96 p. (OCLC 799091722, BNF 39743353)
- (oc) Cantalausa, David Julien et Sabin Saint-Gaudens, Liturgia d'òc : messa cantarèla, maridatge, enterrament, baptejalhas, velhada de Nadal, dimenge del Rampalm, resurreccion, Toulouse, Centre régional d'études occitanes, 1978, 42 p. (OCLC 658631303, BNF 34630600)
- (oc) Cantalausa et David Julien (musique) (ill. Geneviève Joly), Lenga d'òc : comptinas, cançons, contes, poesia : iniciacion a l'occitan (primièr cicle, segondas), Toulouse, Centre Régional d'Estudis Occitans, 1978, 102 p. (OCLC 461686667, BNF 35043425)
- (oc) Cantalausa (préf. Ramon Chatbèrt, ill. Geneviève Joly, R. Alliot), Diccionari fondamental occitan illustrat : lengadocian, Rodez, édition C.R.E.O, 1979, 341 p. (OCLC 729218063, BNF 34685580)
- (oc) Cantalausa, Un Còp èra : Racontes de Montfranc: Contes de Pertot, Toulouse, Centre Régional d'Estudis Occitans, 1986, 96 p. (ISBN 9782912293077, OCLC 690104186, BNF 34853809)
- (oc) Cantalausa, Òu, l'òme, Toulouse, Centre Régional d'Estudis Occitans, 1986, 109 p. (OCLC 461643049, BNF 34855035, lire en ligne)
- (oc) Cantalausa, Istòrias aital, Culture d'Òc, 1992, 215 p. (lire en ligne)
- (oc + fr) Cantalausa, Comment le dire en occitan ? : petit glossaire étymologique de la langue parlée, Rodez, Culture d'Òc, 1995, 64 p. (ISBN 2-9508257-1-0, OCLC 489764379, BNF 36164906)
- Cantalausa, Le gallo-roman parlé du VIIIe siècle: le gallo-roman écrit du Xe siècle : glossaire historique et étymologique, Rodez, Culture d'Òc, 1997, 200 p. (ISBN 9782950825766, OCLC 977689070, BNF 36164913)
- Las aurelhas del diable, illustracions beb phalip, 1997, Estamparia Herail, 16 pages
- Cantalausa, Diccionari General Occitan : a partir dels parlars lengadocians, Rodez, Culture d'Òc, 1997, 1056 p. (ISBN 2-912293-04-9, OCLC 260087217, BNF 38972377, lire en ligne)
- Cantalausa, L'occitan véhiculaire du VIIIe siècle . L'occitan littéraire du Xe siècle : Glossaire historique et étymologique, Rodez, Culture d'Òc, 2004, 202 p. (ISBN 9782912293053, OCLC 254923303, BNF 39903416)
- (oc) Cantalausa, Tèxtes per l'an 3000 e al delà : contes, racontes, novèlas, poèmas, cançons, nadalets, Rodez, Culture d'Òc, 2005, 196 p. (ISBN 978-2-912293-06-0, OCLC 60417018, BNF 40006317)
- Diccionari General Occitan, a partir dels parlars lengadocians, 2e édition corrigée, mars 2006, Edicions Cultura d'Òc,  (ISBN 2-912293-04-9)
- (oc) Cantalausa, Sus las dralhas de la vida : (Autobiografie), Rodez, Culture d'Òc, 2000, 288 p. (ISBN 9782912293022, OCLC 468452826, BNF 37182808)
- (oc) Cantalausa, Sèrgi Gairal et Iveta Balard, Lenga viva : 12000 frasas amb illustracions e activitats pedagogicas, Rodez, Culture d'Òc, 2006, 318 p. (ISBN 978-2-912293-10-7, OCLC 70711685, BNF 40191743)
- (oc) Cantalausa, Marie-Odile Dumeaux et Christian Andrieu (ill. Geneviève Joly), Vida privada d'unes animals, Rodez, Culture d'Òc, 2006, 140 p. (ISBN 9782912293091, OCLC 690074466, BNF 40982122)

### Traductions
- (oc) Alphonse Daudet (trad. Cantalausa, ill. Geneviève Joly), Letras del meu molin : Lettres de mon moulin, Rodez, Edicions Cultura d'Òc, coll. « Sètz bilingües », 1955, 183 p. (ISBN 9782950825759, OCLC 463823605, BNF 35611768)
- (oc) Rudyard Kipling (trad. Cantalausa, ill. G. Joly), Lo primièr libre de la jungla : Le Livre de la jungle, Rodez, Romieg Canitrot, coll. « Sètz bilingües », 1979, 203 p. (OCLC 489983566, BNF 35611768, lire en ligne)
- (oc) Rudyard Kipling (trad. Cantalausa, ill. Geneviève Joly), Lo segond libre de la jungla : Le second livre de la jungle, Rodez, Edicions Cultura d'Òc, coll. « Sètz bilingües », 1994, 289 p. (ISBN 9782950825728, OCLC 489975479, BNF 35740317)
- Lo roman de lebraud (Le Roman du lièvre), Francis Jammes, 1979
- La bona novèla, los 4 evangèlis revirats del grec, 1979, 487 pages
- Lo Libre de Jòb - Qohelèt, 1983, CREO, 96 pages
- Lo Cant dels Cants (le Cantique des Cantiques), 1986, Cultura d'Òc, 150 pages
- Contes, Jean Boudou, trad par Cantalausa et Pierre Canivenc, 1991, Editions du Rouergue, 444 pages,
- Contes de la tata Manon, Justin Bessou, 1994
- Contes de l'oncle Joanet, Justin Bessou, 1997
- L'Aigat (L'Inondation), Émile Zola, 2000, Lo Gai Saber
- Lo vent dins los sauses, Kenneth Grahame,
- Les Cailloux du chemin, suivi de L' Evangile de Barthelemy, Jean Boudou, trad par Cantalausa et Pierre Canivenc
- Légendes du Rouergue, traduites de l'occitan, Henri Mouly
- La Bòria de l'animalum (La Ferme des animaux), George Orwell, 110 pages
- (oc + fr) Justin Bessou et Cantalausa (éditeur scientifique) (trad. de l'occitan par Justin Viguier, ill. Geneviève Joly), D'al brèç a la tomba : poèma en dotze cants, Le Monastère, Edicions Cultura d'Òc, coll. « Sètz bilingües », 1995, 287 p. (ISBN 2-9508257-4-5, OCLC 464179965, BNF 35762309)